# Alfa Horologii
Alfa Horologii (α Hor / HD 26967 / HR 1326) es la estrella más brillante en la constelación de Horologium (el reloj), situada al extremo norte de la misma, con magnitud aparente +3,86. Al estar en una constelación menor del hemisferio sur y ser únicamente de cuarta magnitud, no tiene nombre tradicional. Se encuentra a 117 años luz de distancia del sistema solar.
Alfa Horologii es una gigante naranja de tipo espectral K2III con una temperatura superficial de 4650 K. Su tipo espectral es casi igual al de la conocida Arturo (α Bootis), aunque con una luminosidad equivalente a 47 soles es menos luminosa que ésta. Sus características físicas son más afines a Pólux (β Geminorum) o Kaus Borealis (λ Sagittarii). Su radio es 11 veces mayor que el radio solar y su masa es aproximadamente doble de la del Sol. Su edad se estima en unos 1000 millones de años y cuando estaba en la secuencia principal era una estrella blanca de tipo A similar a como es hoy Vega (α Lyrae).
Alfa Horologii tiene una metalicidad —abundancia relativa de elementos más pesados que el helio— casi igual a la del Sol ([M/H] = -0,01).
Los contenidos de aluminio, silicio, titanio, níquel, vanadio y bario son muy parecidos a los valores solares; únicamente sodio y calcio parecen ser algo más abundantes que en nuestra estrella.